# ちゃんと吸えない吸血鬼ちゃん
『ちゃんと吸えない吸血鬼ちゃん』（ちゃんとすえないきゅうけつきちゃん）は、二式恭介による日本の漫画作品。『月刊ドラゴンエイジ』（KADOKAWA）にて、2021年6月号より2025年9月号まで連載。
メディアミックスとして、2025年にテレビアニメが放送予定。

## 登場人物
声の項は特記のない場合、テレビアニメ版の声優。
石川 月菜（いしかわ るな）
声 - 田中美海 / 進藤あまね（ボイスコミック）
大鳥 辰太（おおとり たつた）
声 - 小野賢章 / 堀江瞬（ボイスコミック）
佐久間 瑛子（さくま えいこ）
声 - M・A・O
楠木 美紗（くすのき みさ）
声 - 長谷川育美

## 書誌情報
- 二式恭介 『ちゃんと吸えない吸血鬼ちゃん』 KADOKAWA〈ドラゴンコミックスエイジ〉、既刊8巻（2025年4月9日現在）
  1. 2021年10月8日発売[5][7]、ISBN 978-4-04-074314-1
  2. 2022年3月9日発売[8]、ISBN 978-4-04-074464-3
  3. 2022年9月9日発売[9]、ISBN 978-4-04-074671-5
  4. 2023年4月7日発売[10]、ISBN 978-4-04-074938-9
  5. 2023年10月6日発売[11]、ISBN 978-4-04-075171-9
  6. 2024年5月9日発売[12]、ISBN 978-4-04-075441-3
  7. 2024年10月9日発売[13]、ISBN 978-4-04-075645-5
  8. 2025年4月9日発売[14]、ISBN 978-4-04-075868-8

## テレビアニメ
2025年10月よりTOKYO MXほかにて放送予定。

### スタッフ
- 原作 - 二式恭介[4]
- 監督 - 山井紗也香[4]
- シリーズ構成 - 綾奈ゆにこ[4]
- キャラクターデザイン - 谷拓也[4]
- 3DCG監督 - 濱村敏郎[15]
- 美術監督 - 楊沢辰[15]
- 色彩設計 - 岩井田洋[15]
- 撮影監督 - 小池里恵子[15]
- 編集 - 丸山流美[15]
- 音響制作 - スタジオマウス[15]
- 音響監督 - 納谷僚介[15]
- 音楽 - 菊谷知樹[15]
- 音楽制作 - ランティス[15]
- アニメーション制作 - feel.[4]
- 製作協力 - World Anime Networks[6]
- 製作 - ちゃんと吸えない製作委員会ちゃん[6]

### 主題歌
「青春のシルエット」
H△Gによるオープニングテーマ。作詞・作曲はH△G、編曲はAnthurium。
「線香花火」
H△G、石川月菜（田中美海）によるエンディングテーマ。作詞・作曲はH△G、編曲はRyo'Lefty'Miyata。

### 放送局
| 放送期間     | 放送時間 | 放送局     | 対象地域   | 備考        |
| ------------ | -------- | ---------- | ---------- | ----------- |
| 2025年10月 - | 未発表   | TOKYO MX   | 東京都     |             |
|              |          | 関西テレビ | 近畿広域圏 |             |
|              |          | BS朝日     | 日本全域   | BS/BS4K放送 |
|              |          | AT-X       | 日本全域   | CS放送      |

インターネットでは、U-NEXTほかにて配信予定。